# Семенюк Никон Юхимович
Никон Юхимович Семенюк (псевдо: «Ярема», «Стальний», «Тиміш»; 1918/1919 — 1945) — український військовик, майор УПА, командир загону (куреня) «ім. Богуна» групи «Заграва», з'єднання «Петлюра» («Дорош») групи «Тютюнник» («Хвильовий») і загону «Дорош» ЗГ «44» («444», «ЗГ») УПА-Північ.

## Життєпис
Народився близько 1919 року у селі Немовичі (сьогодні у Сарненському районі Рівненської області України). Закінчив 4 класи школи. У 1940—1941 роках проходив службу в Червоній армії командиром взводу, мав військове звання молодшого командира. Влітку 1941 року потрапив у німецький полон. У 1942 році працював військовим інструктором (за іншими даними — заступником коменданта) української допоміжної поліції в Сарнах. У березні 1942 року залишив службу і вступив до ОУН(б). Проживав разом з родиною у рідному селі Немовичі.
«Спогади про пережите» (2000), Юрій Ступницький, вояк УПА
У 1942—1943 роках був одним з організаторів перших відділів УПА на Поліссі. Після загибелі командира першої сотні УПА Григорія Перегіняка («Коробки», «Довбенка») у лютому 1943 року «Ярема» взяв на себе командування сотнею. За спогадами бійця сотні Степана Бакунця (Олександра Шмалюха), Семенюк перевів до УПА 80 українців, які також служили в сарненській поліції. У травні 1943 року сотня вже належала до 1-ї групи УПА, пізніше — у скалі ВО «Заграва». Відділ «Яреми» брав участь у боях з німецькими загонами та більшовицькими партизанами, а також у ліквідації польських колоній, які співпрацювали з більшовиками та німецькою владою. Загін діяв здебільшого у північних районах Рівненської області — Дубровицькому, Сарненському, Костопільському та Рокитнівському. Семенюк постійно підтримував військову дисципліну у загоні, жорстоко карав порушників, зокрема за пияцтво. 
22-23 квітня сотня «Яреми» брала участь в операції в Яновій Долині. У ніч з 24 на 25 червня 1943 року відділи «Яреми» і «Дороша» здійснили засідку на потяг на станції Немовичі, внаслідок чого вбито 150 німецьких протипартизанських поліцаїв, але самі «Ярема» і «Дорош» були поранені. За даними дослідника Петра Содоля, бій, у якому Семенюк зазнав тяжкого поранення, відбувся 23 червня. Через поранення командиром сотні призначено його замісника і за сумісництвом командира 1-ї чоти сотні Василя Левковича («Вороного»). У вересні (за іншими даними у серпні) 1943 року призначений командиром куреня (загону) «ім. Богуна» групи «Заграва», який очолював до початку 1944 року. Також за деякими відомостями певний час командував куренем «ім. Є. Коновальця».
У січні 1944 року підвищений у званні до поручника. Під час переходу фронту у січні-лютому 1944 року у підрозділі «Яреми» було 2 сотні, у яких налічувалося 240 осіб. На чолі свого загону брав участь у чисельних боях проти військ НКВС. За твердженнями НКВС, курінь «Яреми» був розбитий 23 березня 1944 року. 20 квітня 1944 року (за звітами УПА — у березні) загін Семенюка перейшов з групи «Заграва» до складу групи «Тютюнник». Наприкінці квітня призначений командиром з'єднанням «Петлюра» («Дорош») у групі «Тютюнник» («Хвильовий»), теренами дій якого мали бути північні райони Житомирської області. Проте закріпитися в терені не вдалося й у середині червня Семенюк повернувся на Рівненщину. У липні 1944 року група «Тютюнник» реорганізована і перейменована на з'єднання груп (ЗГ) «44» («ЗГ», «444»). З серпня 1944 року Семенюк («Стальний») став командиром реорганізованого загону «Дорош» у складі ЗГ «44» («444», «ЗГ»). У вересні 1944 року у загоні «Яреми» було 2 сотні з чисельністю у 240 бійців. 24 листопада 1944 року присвоєно звання майора УПА. На кінець 1944 року загін нараховував 266 осіб. Тереном дій загону був окреслений Сарненський надрайон «з впливом дій на східні терени України».
Серебрянський, начальник РО НКВС, 14 січня 1945 року
Дослідник Петро Содоль називає «Ярему» одним з найвідоміших командирів УПА-Північ. На обласній нараді секретарів райкомів КП(б)У, голів райвиконкомів, начальників РО НКВС і НКДБ при Ровенському обкомі КП(б)У за участі першого секретаря ЦК КП(б)У Микити Хрущова 14 січня 1945 року начальник РО НКВС Серебрянський назвав загін «Стального» «найнебезпечнішим» з наявних. За радянськими оцінками, висловленими тоді на нараді, загін Семенюка був одним з найбільших, налічуючи 340—500 бійців, і діяв у Клесівському, Сарненському і Рокитнівському районах Рівненської області. За радянськими даними на середину лютого 1945 року, загін «Стального» зменшився вдвоє, до близько 250 осіб, але НКВС мало свідчення, що чисельність все ще може сягати до 500 бійців. За Содолем, про «Ярему» як про невловимого «бандитського» ватажка згадував у своїй промові Микита Хрущов на конференції партійних керівників у Львові у травні 1945 року. За голову Семенюка НКВС давало 25 тис. карбованців. Семенюк декілька разів був поранений. 10 квітня 1945 року через хворобу його тимчасово відсторонили від командування загоном «Дорош», командиром натомість призначено Івана Гречана («Пащенка»). Влітку 1945 року Семенюк на чолі кінного відділу здійснював рейд у Житомирській області. У червні вони на залізничному перегоні Бердичів — Козятин звільнили три ешелони ув'язнених, яких везли у концтабори Сибіру. У вересні 1945 року його кінна рейдова група налічувала 27 чоловік.
У 1945 році через великі втрати українського підпілля СБ ОУН (б) почала масштабну внутрішньопартійну чистку запідозрених у роботі на радянські спецслужби. У вересні 1945 року підозрюваний у зв'язках з НКВС провідник Житомирського ОП ОУН Микола Мельник («Павло», «Микола») після тортур коменданта СБ ОУН «Дяді» («Костя»), зізнався, що є агентом НКДБ і серед інших назвав радянським агентом і «Стального». Після цього СБ ОУН у жовтні 1945 року заарештовує Никона Семенюка за підозрою у співпраці з НКВС. Страчений СБ ОУН того ж року.

## Родина
Батько Юхим та матір проживали в селі Немовичі. Був одружений з Марією, з якою мав двох дітей. Мав двох сестер — Мичко Фросю та Мичко Марію. Як згадував повстанець Степан Бакунець, родину Семенюка було вислано.